# Храм Светог Саве у Мркоњић Граду
Храм Светога Саве, познат и као „Мркоњићка Грачаница”, православни је храм који припада Епархији бихаћко-петровачкој Српске православне цркве. Налази се у Мркоњић Граду, у Републици Српској, Босна и Херцеговина.

## Историја
Храм је грађен по узору на цркву манастира Грачанице. ктитор новоизграђеног храма Светог Саве је Младен Милановић. Изградња храма је започета благословом Његовог преосвештенства епископа бањалучког г. Јефрема, будући да је архијерејско намјесништво Јајачко-мркоњићко, коме храм припада, до 15. јула 2019. године било у саставу Епархије бањалучке. Неимарски радови започети су на Илиндан 2. августа 2007. године. Прву литургију у овом храму, служио је 2014. године епископ бањалучки Јефрем и том приликом је осветио звона. Освећење новоизграђеног храма је извршено 2. августа. 2018. године, у оквиру прославе Илиндана – крсне славе општине Мркоњић Град. Његова светост Патријарх српски г. Иринеј предводио је чин освећења новоизграђеног Храма.

## Изглед храма
Архитектонски стил храма је осмишљен у велелепним, златним куполама и уникатном мозаику.

## Епархија
Одлуком Светог Архијерејског Сабора СПЦ, са саборске сједнице одржане 15. маја 2019. године, а на приједлог Његовог Преосвештенства Епископа бањалучког г. Јефрема, предложена је арондација Епархије бањалучке, и то у корист Епархије бихаћко-петровачке. Арондација и примопредаја архијерејског намјесништва јајачко-мркоњићког, којој овај храм припада, спроведена је у дјело 15. јула 2019. године, на сједници којој су присуствовали Њихова Преосвештенства Епископ бањалучки г. Јефрем и бихаћко-петровачки г. Сергије.